# 马兰达哈利
马兰达哈利（Marandahalli），是印度泰米尔纳德邦Dharmapuri县的一个城镇。总人口10171（2001年）。

## 人口
该地2001年总人口10171人，其中男性5109人，女性5062人；0—6岁人口1239人，其中男649人，女590人；识字率60.88%，其中男性为66.31%，女性为55.39%。